# Couratari

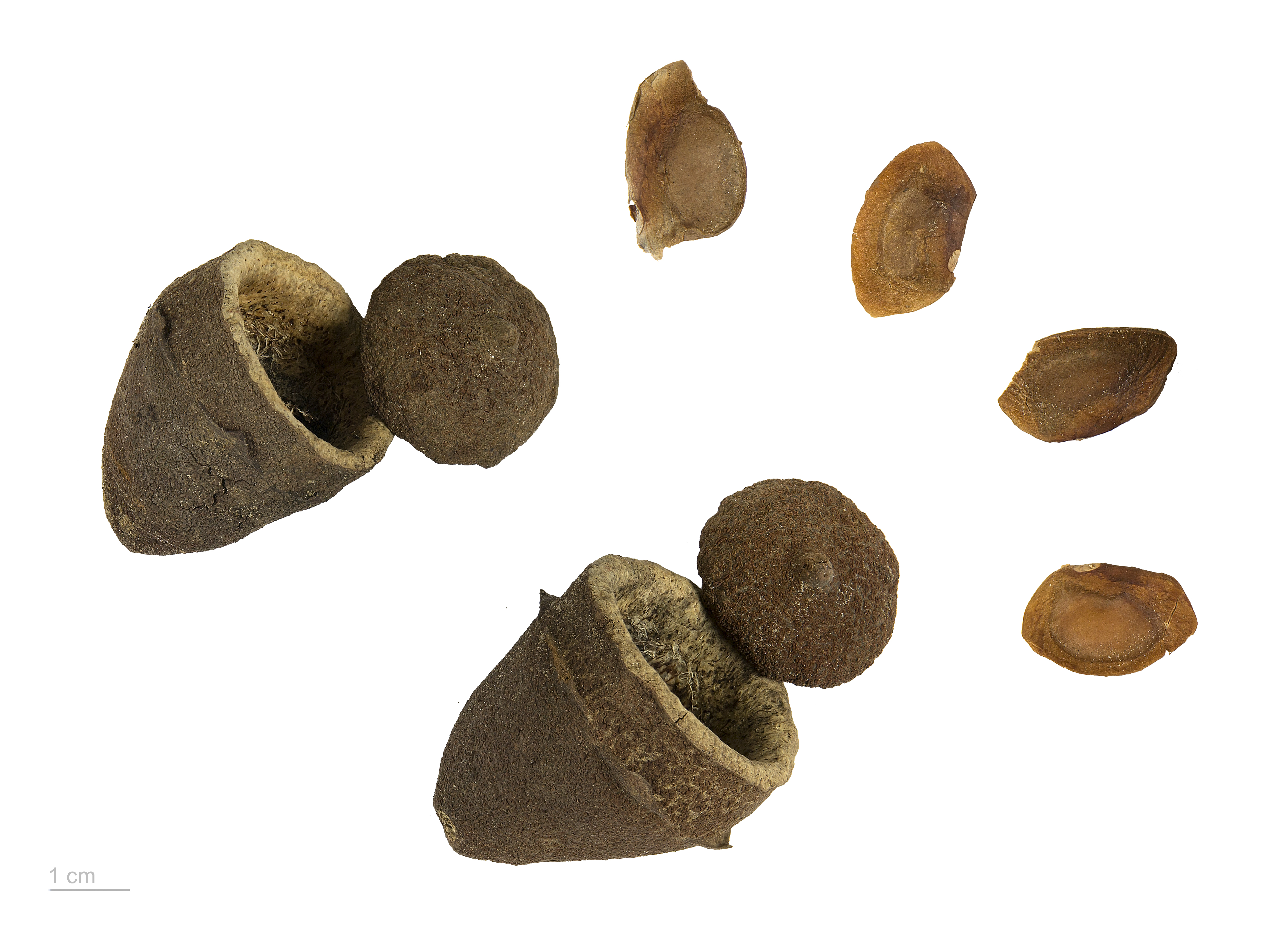
Couratari sp. - MHNT

Couratari é um género botânico pertencente à família Lecythidaceae.

## Espécies
- Couratari asterophora Rizzini
- Couratari asterotricha Prance: imbirema
- Couratari atrovinosa Prance
- Couratari calycina Sandwith
- Couratari gloriosa Sandwith
- Couratari guianensis Aubl.: maú
- Couratari longipedicellata W. Rodrigues
- Couratari macrosperma A.C.Sm.
- Couratari multiflora Eyma
- Couratari oblongifolia Ducke & R.Knuth
- Couratari oligantha A.C.Sm.
- Couratari prancei W. Rodrigues
- Couratari pyramidata Vellozo Knuth
- Couratari riparia Sandwith
- Couratari sandwithii Prance
- Couratari scottmorii Prance
- Couratari stellata A.C.Sm.
- Couratari tauari Berg
- Couratari tenuicarpa A.C.Sm.